# Zoothera griseiceps
El zorzal dorsiliso de Sichuan (Zoothera griseiceps) es una especie de ave paseriforme de la familia Turdidae propia del este de Asia. Cría en China central, y pasa el invierno en Vietnam. Anteriormente el zorzal dorsiliso de Sichuan se consideraba una subespecie del zorzal dorsiliso (Zoothera mollissima), hasta que en 2016 fue escindido en una especie separada.